# Ulmtalbahn
| Streckennummer (DB): | 3711                    |                                              |                                              |
| Kursbuchstrecke: | 166d (1934) 194q (1946) |                                              |                                              |
| Streckenlänge: | 15,1 km                 |                                              |                                              |
| Spurweite: | 1435 mm (Normalspur)    |                                              |                                              |
| |                         |                                              |                                              |
| \| \| \| Lahntalbahn von Wetzlar \| \| \| \| 0,0 \| Stockhausen (Lahn) \| Stockhausen (Lahn) \| \| \| \| Lindelbachbahn vom Tiefenbacher Grubengebiet \| \| \| \| \| Lahntalbahn nach Limburg \| \| \| \| \| Ulmbachquerung \| \| \| \| \| Biskirchen Richtung Löhnberg \| \| \| \| 4,4 \| Bissenberg \| Bissenberg \| \| \| 7,2 \| Anschluss Grube Wohlfeil \| Anschluss Grube Wohlfeil \| \| \| 7,2 \| Allendorf (Kr Wetzlar) \| Allendorf (Kr Wetzlar) \| \| \| \| Allendorf Richtung Allendorf Ost \| \| \| \| 8,6 \| Ulm (Kr Wetzlar) \| Ulm (Kr Wetzlar) \| \| \| 10,1 \| Holzhausen (Kr Wetzlar) \| Holzhausen (Kr Wetzlar) \| \| \| \| Holzhausen Richtung Rodenroth \| \| \| \| 10,7 \| Anschluss Grube Landwehr \| Anschluss Grube Landwehr \| \| \| 13,3 \| Anschluss Steinbruch Beilsteiner Ley \| Anschluss Steinbruch Beilsteiner Ley \| \| \| 13,5 \| Wallendorf (Beilstein) \| Wallendorf (Beilstein) \| \| \| 13,8 \| Anschluss Grube Rassel \| Anschluss Grube Rassel \| \| \| 15,1 \| Beilstein (Dillkr) \| Beilstein (Dillkr) \| |                         |                                              |                                              |
| Strecke |                         | Lahntalbahn von Wetzlar                      | Lahntalbahn von Wetzlar                      |
| Bahnhof | 0,0                     | Stockhausen (Lahn)                           | Stockhausen (Lahn)                           |
| Abzweig geradeaus und ehemals nach links |                         | Lindelbachbahn vom Tiefenbacher Grubengebiet | Lindelbachbahn vom Tiefenbacher Grubengebiet |
| Abzweig ehemals geradeaus und nach links |                         | Lahntalbahn nach Limburg                     | Lahntalbahn nach Limburg                     |
| Brücke über Wasserlauf (Strecke außer Betrieb) |                         | Ulmbachquerung                               | Ulmbachquerung                               |
| Bahnübergang (Strecke außer Betrieb) |                         | Biskirchen Richtung Löhnberg                 | Biskirchen Richtung Löhnberg                 |
| Haltepunkt / Haltestelle (Strecke außer Betrieb) | 4,4                     | Bissenberg                                   | Bissenberg                                   |
| Abzweig geradeaus und nach links (Strecke außer Betrieb) | 7,2                     | Anschluss Grube Wohlfeil                     | Anschluss Grube Wohlfeil                     |
| Bahnhof (Strecke außer Betrieb) | 7,2                     | Allendorf (Kr Wetzlar)                       | Allendorf (Kr Wetzlar)                       |
| Bahnübergang (Strecke außer Betrieb) |                         | Allendorf Richtung Allendorf Ost             | Allendorf Richtung Allendorf Ost             |
| Haltepunkt / Haltestelle (Strecke außer Betrieb) | 8,6                     | Ulm (Kr Wetzlar)                             | Ulm (Kr Wetzlar)                             |
| Bahnhof (Strecke außer Betrieb) | 10,1                    | Holzhausen (Kr Wetzlar)                      | Holzhausen (Kr Wetzlar)                      |
| Bahnübergang (Strecke außer Betrieb) |                         | Holzhausen Richtung Rodenroth                | Holzhausen Richtung Rodenroth                |
| Abzweig geradeaus und nach links (Strecke außer Betrieb) | 10,7                    | Anschluss Grube Landwehr                     | Anschluss Grube Landwehr                     |
| Abzweig geradeaus und nach rechts (Strecke außer Betrieb) | 13,3                    | Anschluss Steinbruch Beilsteiner Ley         | Anschluss Steinbruch Beilsteiner Ley         |
| Haltepunkt / Haltestelle (Strecke außer Betrieb) | 13,5                    | Wallendorf (Beilstein)                       | Wallendorf (Beilstein)                       |
| Abzweig geradeaus und nach links (Strecke außer Betrieb) | 13,8                    | Anschluss Grube Rassel                       | Anschluss Grube Rassel                       |
| Kopfbahnhof Streckenende (Strecke außer Betrieb) | 15,1                    | Beilstein (Dillkr)                           | Beilstein (Dillkr)                           |

Die Ulmtalbahn (im Volksmund auch „Balkan-Express“) war eine Bahnstrecke, die von Stockhausen (Lahn) nach Beilstein (Dillkreis) verlief.
Die etwa 15 Kilometer lange Nebenstrecke wurde 1922 eröffnet und überwand rund 250 Meter Höhenunterschied.
Der Personenverkehr wurde bereits am 30. Mai 1976 eingestellt, der Güterverkehr am 30. Januar 1988. Anfang der 1990er-Jahre wurde die Strecke zurückgebaut und die Gleise nach Italien gebracht. Seit 2010 entstand auf der ehemaligen Trasse ein Radweg.

## Streckenbeschreibung
Nach Stockhausen führte das Gleis der Ulmtalbahn rund einen Kilometer parallel neben den Gleisen der Lahntalbahn her; es folgte die einzige Überquerung des Ulmbachs und ein bogenförmiger Streckenabschnitt ohne Halt durch den Ort Biskirchen. Bis Allendorf führte die eingleisige Trasse durch Felder und Wälder.
Ulm (Lahn-Dill-Kreis) und Holzhausen liegen etwas unterhalb der Strecke, Beilstein hingegen hat einen Bahnhof im Ortsbereich. Der Haltepunkt Wallendorf, nahe Beilstein gelegen, wurde erst am 10. Januar 1957 eröffnet, um den Bewohnern  dieses Ortes die Benutzung der Eisenbahn zu erleichtern. Insgesamt wurden 19 Brücken gebaut, um Feldwege oder Bäche zu überwinden. Die maßgebende Neigung betrug 1:45. Es konnte eine maximale Höchstgeschwindigkeit von 40 km/h gefahren werden, Kreuzungsmöglichkeiten bestanden in Allendorf und Holzhausen.

## Geschichte
Das erste Mal wurde 1873 über eine Eisenbahn durch das Ulmtal nachgedacht. Die sogenannte Primär-Eisenbahnlinie von Frankfurt am Main durch Taunus, Weiltal, Ulmtal, Westerwald nach Düsseldorf wurde jedoch aufgrund der topographischen Gegebenheiten und der daraus resultierenden Finanzierungsprobleme nicht umgesetzt. Hintergrund der seltsam anmutenden Streckenführung war die Tatsache, dass man eine alternative, leistungsfähige Strecke zu den Rheinstrecken haben wollte, da im Kriegsfall der Rhein als Frontlinie zu vermuten war und somit der Verkehr über die beidseitigen Strecken hätte beeinträchtigt werden können.
Die nächste Planung einer Eisenbahngesellschaft sah 1898 die Strecke Stockhausen – Driedorf vor, jedoch mangelte es auch hier zunächst an der Finanzierung. Im gleichen Jahr starteten die Anliegergemeinden den Versuch, eine meterspurige Kleinbahn zu errichten, was abermals durch eine fehlende Finanzierung nicht realisiert werden konnte.
Um die reichen Rohstoffvorkommen im Ulmtal (Erz, Basalt, Holz und Ton) abzutransportieren, beschloss man dann letztlich am 28. Mai 1913 – 40 Jahre nach der ersten Planung – eine Stichbahn von der Lahntalbahn vom Bahnhof Stockhausen bis nach Beilstein zu bauen. Anfangs hielt man sich noch die Option offen, die Strecke über Beilstein hinaus bis nach Driedorf hin zu verlängern, wo sie auf die dort mittlerweile gebaute Westerwaldquerbahn treffen sollte. Der Bahnhof Beilstein wurde hierfür als Durchgangsbahnhof angelegt. Auch der Bahnhof Breitscheid - Endpunkt der Bahnstrecke Haiger–Breitscheid war trotz Endbahnhof als Durchgangsbahnhof ausgelegt um im Falle einer Verlängerung dieser Strecke die Ulmtalbahn anzubinden. Allerdings verwarf man diese Pläne aus Gründen der Wirtschaftlichkeit anlässlich der Wirtschaftskrise 1928, und die Ulmtalbahn blieb - wie auch die Bahnstrecke nach Breitscheid - eine Stichbahn.
Während des Ersten Weltkriegs begann der Bau der Trasse mit französischen und russischen Kriegsgefangenen; nach dem verlorenen Krieg wurden die Arbeiten von deutschen und italienischen Arbeitskräften fortgeführt.

### Erste Bahn ins Ulmtal
Bereits in den 1910er Jahren wurde eine Schmalspurbahn mit 600 mm Spurweite ins Ulmtal gebaut. Sie verlief vom heutigen „OutdoorCenter Lahntal“ zwischen Allendorf und Biskirchen bis zum Bahnhof nach Stockhausen. Ab 1915 wurde hier der Aushub und die Bodenschätze von einigen Gruben rund um Allendorf mit dem Zug nach Stockhausen gebracht, um sie von dort aus mit der Lahntalbahn weiter transportieren zu können. Die Strecke verlief – im Gegensatz zur späteren Ulmtalbahn – direkt am Ulmbach entlang. Personen- oder sonstiger Güterverkehr fand mit großer Wahrscheinlichkeit nicht statt.
Der Abtransport erfolgte mit Lorenwagen mit einem Fassungsvermögen von 750 l.
Mit Aufgabe der Grube „Emma“ in Allendorf 1922 wurde auf der Bahn der Verkehr eingestellt und die Strecke demontiert. Heute ist vom Streckenverlauf nichts mehr zu sehen.

### Die Ulmtalbahn
Bereits 1915 waren einige Vorarbeiten an der Strecke im Gange; diese wurden jedoch schnell wieder eingestellt, da die Ulmtalbahn keine militärische Bedeutung hatte.
Der erste Streckenabschnitt Stockhausen–Allendorf konnte letztlich am 1. September 1921 eröffnet werden, in den Folgejahren erreichte die Bahn 1922 Holzhausen und schließlich 1924 Beilstein.
Nach der Inbetriebnahme zog auch die Wirtschaft im Ulmtal stetig an. Die Nachfrage nach Rohstoffen aus dem Ulmtal, insbesondere Ton und Basalt sowie Holz, brachten Arbeit an die Landbevölkerung. Die Güter wurden mit der neu geschaffenen Bahn abtransportiert. Auch für die Landwirtschaft brachte die Bahn einen Aufschwung, denn nun wurden Obst und Ackererzeugnisse waggonweise in die Großstädte, vor allem Frankfurt und das Ruhrgebiet, verkauft.
Mit der Zunahme des Straßenverkehrs wurden die Obsttransporte auf der Schiene aus dem Ulmtal schließlich immer weniger und wurden später ganz eingestellt.
Im Zweiten Weltkrieg wurden keine größeren Schäden verzeichnet, sodass nach Kriegsende eine rasche, vollständige Betriebsaufnahme möglich war. Der Betrieb ruhte lediglich zwischen März und August 1945.
1954 wurden die Bahnhöfe Beilstein, Holzhausen und Allendorf zu Bahnagenturen herabgestuft, alle Weichen der Ulmtalbahn, die bis dahin per Hand gestellt werden mussten, wurden nun über mechanische Rangierstellwerke gestellt. Die Ulmtalbahn wurde von nun an im „vereinfachten Nebenbahnbetrieb“ geführt.
1955 wurden drei der insgesamt sieben Bahnübergänge mit Blinklicht ausgestattet, nachdem es bei Biskirchen zu einem schweren Unfall mit dem Zug und einem LKW gekommen war, dessen Fahrer einen herannahenden Personenzug an einem unbeschrankten Bahnübergang übersehen hatte, so dass es zu einem Zusammenprall kam, woraufhin die Lok entgleiste und den Bahndamm hinunterstürzte. Es gab mehrere Verletzte.
Am 10. Januar 1957 wurde der Haltepunkt Wallendorf bei Kilometer 13,5 zwischen Holzhausen und Beilstein eröffnet. Er bestand aus einem Außenbahnsteig und einer Betonwartehalle.
Bis auf den Anschluss der Grube Wohlfeil in Allendorf wurden die Anschlüsse der Gruben in den 1960er Jahren stillgelegt, da der Abtransport unter anderem auch nach Stilllegungen/Einstellungen von Feld- und Seilbahnen zur Ulmtalbahn fortan von LKWs durchgeführt wurde. 1979 wurde mit dem Anschluss der Grube Wohlfeil der letzte Gleisanschluss stillgelegt. Güter wurden seitdem direkt in den Bahnhöfen an den Ladestraßen verladen.
Ebenfalls in den 1960er Jahren – im Jahr 1963 – fand eine Gleiserneuerung statt.
Am 30. Mai 1976 endete mit Wechsel zum Sommerfahrplan der planmäßige Personenverkehr auf der gesamten Strecke, obwohl die Fahrgastzahlen dies nicht unbedingt rechtfertigten. Bis zum Schluss nutzen vor allem Pendler und Schüler nach Wetzlar die Züge zu den Stoßzeiten am Morgen, Mittags und abends. Vor allem in schneereichen Wintern war auf die Züge stets Verlass.
Bis zur endgültigen Stilllegung fanden hin und wieder Sonderfahrten mit Personenzügen statt. Am 24. Oktober 1982 veranstaltete die Deutsche Gesellschaft für Eisenbahngeschichte (DGEG) die letzte Sonderfahrt auf der Strecke mit Akku-Triebwagen der Baureihe 517. Dies war zeitgleich auch der letzte Personenzug, der über die Ulmtalbahn fuhr und den Bahnhof Beilstein erreichte.

## Schienenverkehr
Die Personenzüge fuhren täglich, einige Züge endeten von Beilstein kommend in Stockhausen. Die Züge für Schichtarbeiter und Schüler fuhren durch bis Wetzlar, vereinzelt auch nach Gießen.
Zunächst befuhren kleinere Dampfloks der Baureihe 94 die Strecke mit Personenwagen der Bauart Langenschwalbach und Bi (Donnerbüchse), später wurden diese durch Schienenbusse der Baureihe 795 und 798 ersetzt. Bis zum Abzug der Dampfloks im Personenverkehr war Beilstein Lokbahnhof und Bw-Außenstelle.
Nachdem der Personenverkehr eingestellt worden war, wurde der Verkehr vom Ulmtal nach Wetzlar durch den Bahnbus (Deutschland) übernommen, welcher heute noch unter der Linie 125 des RMV/VLDW verkehrt.
Den Güterverkehr übernahmen in den letzten Betriebsjahren Loks der Baureihe 212. Zuvor war auf der Strecke ein breites Spektrum an Dampfloks im Güterverkehr zu sehen, so z. B. die Baureihen 50, 55, 56, 86 oder 95.
Durch den Abbau vieler Bodenschätze und Firmen, welche von der Bahn nach wie vor als Zulieferer Gebrauch machten, fand dennoch bis zum Ende ein reger Güterverkehr statt. Großzügige Gleisanlagen hierfür befanden sich in Stockhausen, Allendorf, Holzhausen und Beilstein – quasi an fast jeder Station. In Ulm war ein Ladegleis vorhanden.
Am 30. Dezember 1987 fuhr der letzte Güterzug mit der Kleinlok 331 002-6 (Köf III) von Biskirchen nach Beilstein und zurück. Am 1. Februar 1988 wurde der Gesamtbetrieb von der Bundesbahndirektion (BD) Frankfurt/M. endgültig stillgelegt. Am 4. Juni 1990 begann im Bahnhof Beilstein der Abbau der Strecke, bis zum Mai 1991 waren sämtliche Gleise bis zum Bahnhof Stockhausen demontiert.
Im ehemaligen Bahnübergang der Bahnhofsstraße in Allendorf ist das Gleis noch erhalten. Im Bahnübergang der Kreisstraße 90 von Holzhausen nach Rodenroth war bis zur Sanierung der Fahrbahn das Gleis ebenfalls noch vorhanden, es wurde neben dem Radweg als Denkmal aufgestellt.
Der Plan, die Ulmtalbahn künftig für Tourismus- und Museumsverkehr zu erhalten, war rasch aufgegeben worden. Gründe dafür waren der marode Zustand der Strecke (vor allem zwischen Holzhausen und Beilstein), die fehlende Finanzierung und damalige Pläne, eine Ortsumgehung um Biskirchen über die Bahntrasse zu führen. Diese wurde jedoch bis heute nicht gebaut.

## Sonderzüge
Es wurden 2 Sonderzugfahrten der DGEG durchgeführt, die in ihren Laufwegen auch die Ulmtalbahn eingeschlossen haben:
- DGEG-Sonderfahrt am 17.03.1968 mit dem Laufweg Frankfurt a. M. – Bad Homburg – Grävenwiesbach – Weilburg – Stockhausen – Beilstein – Albshausen – Grävenwiesbach – Frankfurt a. M.

In den steigungsreichen Abschnitten von Westerwald und Taunus wurde mit 2 Dampflokomotiven der BR55 und BR65 in Doppeltraktion gefahren.
- DGEG-Sonderfahrt am 24.10.1982 mit vier Akkutriebwagen der Baureihe 517/817 (vormals Baureihe ETA 176), den sog. Limburger Zigarren mit dem Laufweg Limburg - Weilburg – Weilmünster – Weilburg – Stockhausen – Beilstein – Stockhausen – Limburg.

Der Sonderzug bestand aus den Fahrzeugen 517 008, 517 002, 817 601 und 517 003.

## Heutige Situation

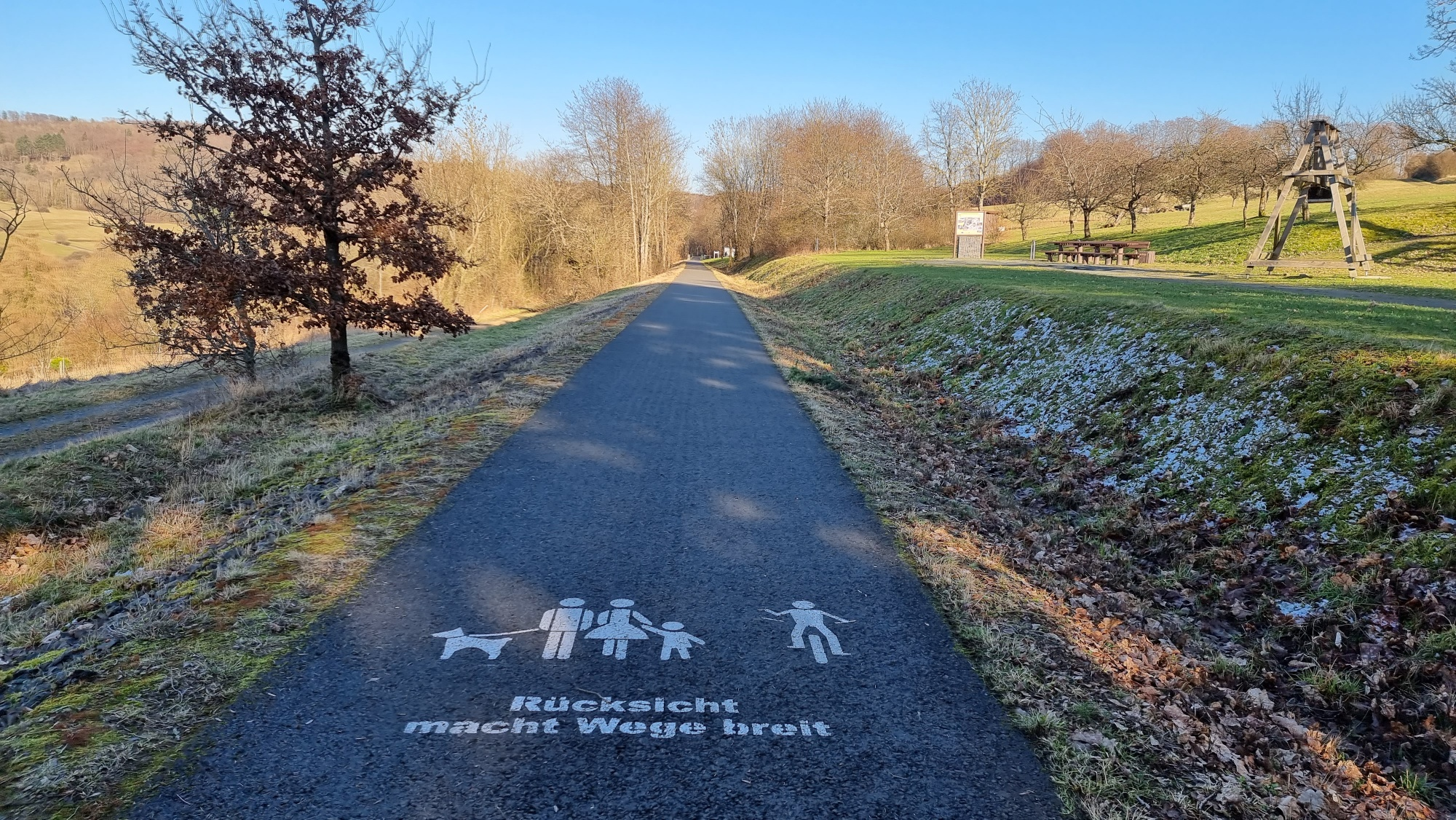
Auf dem Bahndamm der ehemaligen Ulmtalbahn befindet sich heute ein Fahrrad- und Wanderweg

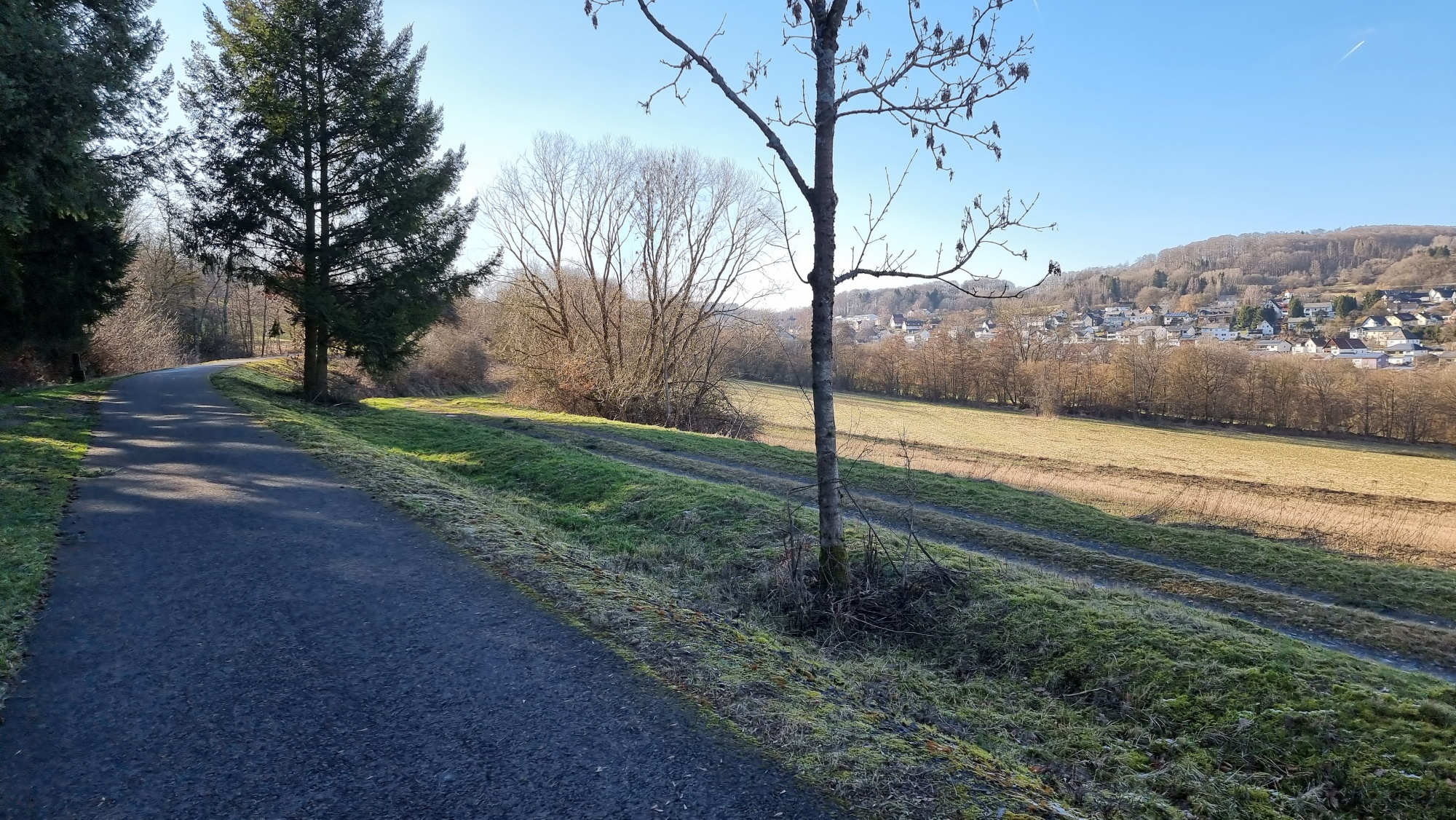
Der Fahrrad- und Wanderweg am ehemaligen Bahndamm der Ulmtalbahn auf Höhe Beilstein

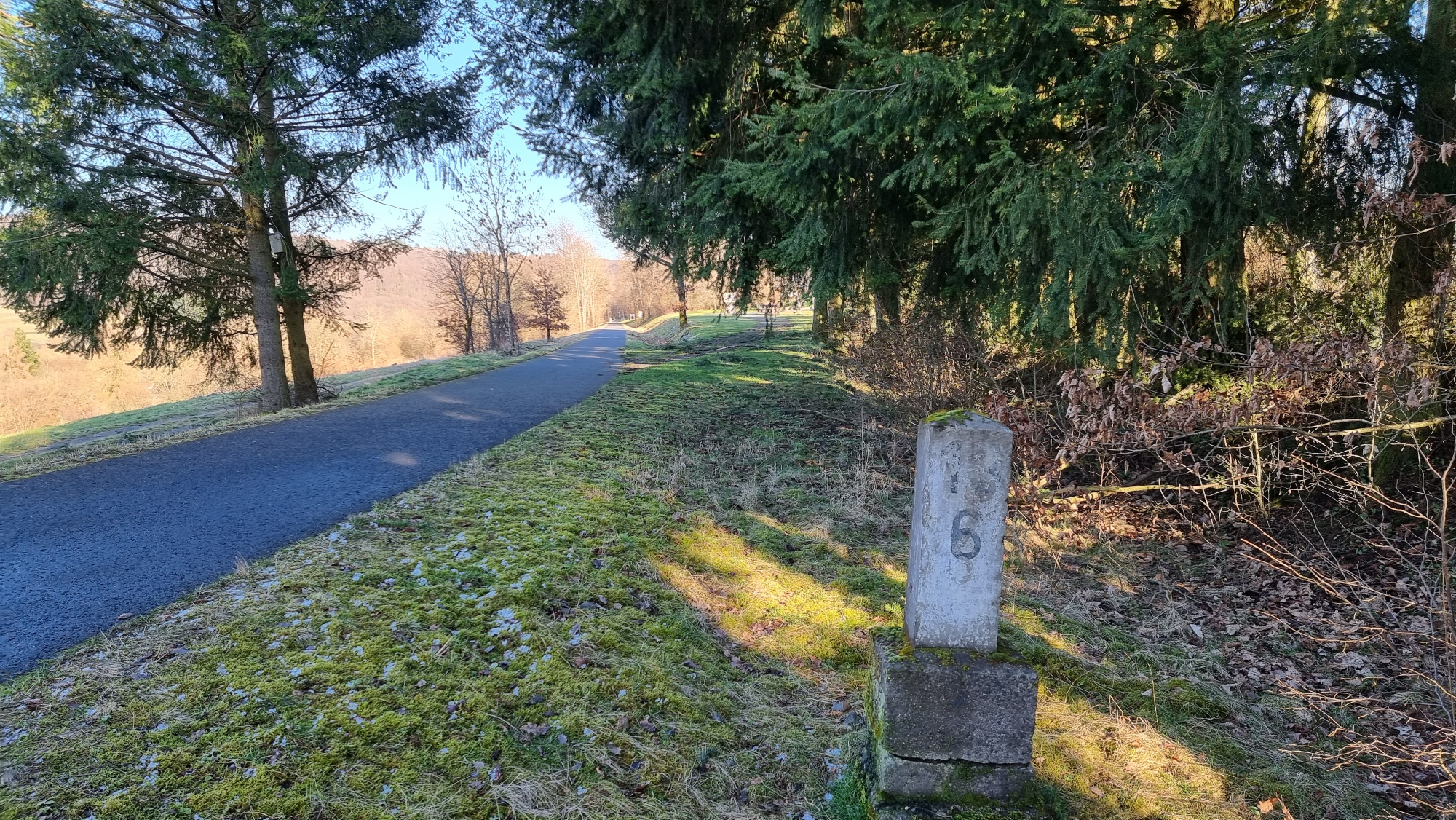
Relikte der alten Bahnanlage sind am Radweg noch zu erkennen

Die Trasse lässt sich heute noch durch markante Geländeeinschnitte und Bahndämme gut erkennen. Einige Gleisbette sind inzwischen überbaut oder werden anderweitig genutzt. Die Bahnhofsgebäude in Allendorf, Holzhausen und Beilstein wurden für private Zwecke umgebaut. In Bissenberg, Ulm und Wallendorf erinnern nur noch alte Bahnsteigkanten an einstige Haltepunkte.
Im Beilsteiner Bahnhof befand sich ein privates Museum über die Ulmtalbahn, welches jedoch 2011 an den dortigen Heimat- und Geschichtsverein übergeben wurde. Einige Schautafeln wurden entlang der Strecke aufgestellt und geben die Geschichte der Bahnlinie wieder.

### Radweg auf der Bahntrasse
Seit 2010 wird die Trasse für den rund 21 km langen Ulmtalradweg vorbereitet und saniert. Diese verbindet den Hessischen Radfernweg R7 bei Biskirchen mit dem Hessischen Radfernweg R8 in der Nähe von Arborn. Auf Greifensteiner Gemeindegebiet wurde am 26. Oktober 2010 mit dem ersten, ca. 2,5 km langen Bauabschnitt zwischen dem Outdoor-Zentrum Lahntal und Allendorf begonnen. Eine Eisenbahnunterführung wurde dafür abgerissen und durch einen Brückenneubau ersetzt. Die Arbeiten waren bis Ende 2010 abgeschlossen. Im Januar 2012 begannen die Bauarbeiten für die 1,5 km lange Verlängerung zwischen Allendorf und Ulm, welche am 2. September 2012 offiziell der Öffentlichkeit übergeben wurde. Mitte 2013 konnte das nächste Teilstück bis Holzhausen fertiggestellt werden. Im Juni 2014 erreichte der Radweg die Kreisstraße 90 nach Rodenroth (Oberhalb des Rewe-Marktes in Holzhausen). Bis Ende 2016 wurde der Ausbau bis Beilstein fertiggestellt. Im Herbst 2017 wurde der Radweg weiter über Feldwege bis Arborn geführt und an den Radfernweg R8 angeschlossen.
Auf dem Gebiet der Stadt Leun wurde der Ulmtalradweg im November 2023 fertig gestellt.

### Reaktivierungsoption
Im Zuge der Verkehrswende wird seit den 2010er Jahren immer wieder über die Reaktivierung von ehemaligen Bahntrassen im ländlichen Raum diskutiert. Der Arbeitskreis der Aufgabenträger und des Landes Hessen „Potenzial stillgelegter Strecken“ (AK Reaktivierung) sieht die Ulmtalbahn mit Stand November 2023 als „nicht für eine Reaktivierung vorgesehen“ an, womit auch künftig eine erneute Nutzung als Bahntrasse äußerst unwahrscheinlich ist.